# Liste der Bodendenkmale in Obernkirchen
In der Liste der Bodendenkmale in Obernkirchen  sind die Bodendenkmale der niedersächsischen Gemeinde Obernkirchen aufgeführt. Die Quelle ist der Denkmalatlas Niedersachsen. 

Obernkirchen im Landkreis Schaumburg

Der Stand der Liste ist der 23. Januar 2025.

## Allgemein
In den Spalten finden sich folgende Informationen des Bodendenkmales:
| Lage         | geographische Koordinaten                                                           |
| Bezeichnung  | Bezeichnung lt. Denkmalatlas                                                        |
| Beschreibung | Beschreibung lt. Denkmalatlas                                                       |
| ID           | Objekt-ID                                                                           |
| Bild         | Bild, ggf. zusätzlich mit Link zu weiteren Fotos im Medienarchiv Wikimedia Commons. |

## Obernkirchen
| Lage                       | Bezeichnung                    | Beschreibung | ID       | Bild |
| -------------------------- | ------------------------------ | --- | -------- | ---- |
| 52° 16′ 19″ N, 9° 9′ 38″ O | Obernkirchen 2, Grabhügel      | Durchmesser ca. 15 m und Höhe ca. 1 m. Flach gewölbt. Pflugspuren von Kiefernanpflanzung; sonst ungestört. Vereinzelt kopfgroße plattige Steine. | 28967392 | BW   |
| 52° 16′ 6″ N, 9° 8′ 34″ O  | Obernkirchen 4, Alte Bückeburg | Anhand alter Karten und der wenigen Geländespuren lässt sich eine abgerundet trapezförmige Anlage von ca. 80 × 60 m Größe erschließen. Von ihr sind nur noch geringe Grabenreste im Südwesten und Norden und eine steile Böschung von 4 – 6 m Höhe erhalten. Bei Baubeobachtungen wurden Bruchstein- und Trockenmauern aufgefunden, die vermutlich zu einer späteren Nutzung des Geländes in der frühen Neuzeit gehören. | 28949513 |      |